# Jean-Pierre Richard
Jean-Pierre Richard (* 15. Juli 1922 in Marseille; † 15. März 2019 in Paris) war ein französischer Literaturwissenschaftler und Schriftsteller.

## Leben
Jean-Pierre Richard besuchte ab 1941 die École normale supérieure. Er schloss sein Studium 1945 mit der Agrégation de lettres ab und erlangte 1962 den Doktorgrad. Er unterrichtete französische Literatur an verschiedenen Universitäten in Schottland, unter anderem in Edinburgh (1946–1948), in London (1949–1958), am Institut Français de Madrid und in Vincennes (1968–1978). 1978 wurde er als Professor an die Sorbonne in Paris gewählt.

## Forschung
Richard galt als Vertreter der „critique thématique“. Seine Forschungen waren von Gaston Bachelard und Georges Poulet, mit dem er in Edinburgh zusammengearbeitet hatte, beeinflusst. Richard hat sich für die spezifische sinnliche Wahrnehmung der Welt, wie sie sich in einem literarischen Werk artikuliert, interessiert. Der Titel seiner ersten großen Studie, „Littérature et Sensation“ (1954), hielt dies programmatisch fest. Insbesondere Autoren des 19. und 20. Jahrhunderts – Stendhal, Gustave Flaubert, Eugène Fromentin, Stéphane Mallarmé, Marcel Proust – hat er mit der ihm eigentümlichen Textnähe und Genauigkeit auf diese Frage hin gelesen.
Richard stand der sogenannten Genfer Schule der Literaturkritik nahe (Marcel Raymond, Albert Béguin, Jean Starobinski, Jean Rousset, Georges Poulet).

## Werke
- Les Jardins de la terre. Pêle-mêle 2, Verdier, 2014 (Studien über Daniel Guillaume, Marilyne Desbiolles, Maylis de Kerangal und Fred Vargas)
- Pêle-mêle, Verdier, 2010
- Chemins de Michon, Verdier, 2008
- Roland Barthes, dernier paysage, Verdier, 2006
- Quatre lectures, Fayard, 2002
- Musiques des mondes celtes, Chêne, 2000
- Essais de critique buissonnière, Gallimard, 1999
- Terrains de lecture, Gallimard, 1996
- Stéphane Mallarmé, Épouser la notion, Éditions Fata Morgana, 1992
- L’État des choses. Étude sur huit écrivains d’aujourd’hui, Gallimard, 1990
- Microlectures II. Pages Paysages, Seuil, 1984
- Microlectures I, Seuil, 1979
- Stéphane Mallarmé, Pour un Tombeau d’Anatole, Seuil, 1955
- Proust et le Monde sensible, Seuil, 1974
- Nausée de Céline, Éditions Fata Morgana, 1973; Verdier, 2008
- Études sur le romantisme, Seuil, 1970
- Paysage de Chateaubriand, Seuil, 1967
- Onze études sur la poésie moderne, Seuil, 1964 (Studien über Pierre Reverdy, Saint-John Perse, René Char, Paul Éluard, Georges Schehadé, Francis Ponge, Eugène Guillevic, Yves Bonnefoy, André du Bouchet, Philippe Jaccottet und Jacques Dupin)
- L’Univers imaginaire de Mallarmé, Seuil, 1961
- Stéphane Mallarmé, Correspondance (1862-1871), Gallimard, 1959 (en collaboration avec Henri Mondor)
- Poésie et Profondeur, Seuil, 1955
- Littérature et Sensation, Seuil, 1954